# الملحم (الجوف)
الملحم هي إحدى قرى الجمهورية اليمنية. تتبع جغرافيا لمحافظة الجوف وإداريًا لمديرية برط العنان. يبلغ تعداد سكانها 1609 نسمة حسب الإحصاء الذي أجري عام 2004.